# Saison 1986-1987 de la LHOu
Saison précédente Saison suivante
La saison 1986-1987 est la 21e saison de hockey sur glace de la Ligue de hockey de l'Ouest. Les Tigers de Medicine Hat remporte la Coupe du Président en battant en finale les Winter Hawks de Portland. Puis les Tigers remportèrent par la suite la Coupe Memorial.

## Saison régulière
Avant le début de la saison, les Broncos de Lethbridge sont relocalisés vers Swift Current en Saskatchewan et renommés les Broncos de Swift Current.
Le 30 décembre 1986, l'autocar des Broncos de Swift Current est impliqué dans un accident de la route alors que l'équipe retournais chez elle. Trent Kresse, Scott Kruger, Chris Mantyka et Brent Ruff, quatre joueur des Broncos perdirent la vie lors de cet accident. Plus tard dans la saison le trophée remis au meilleur joueur de la ligue est renommée le Trophée commémoratif des quatre Broncos en leur honneur.
Le 1er mars 1987, une mise en échec envoi le joueur de centre des Pats de Regina Brad Hornung d'urgence à l'hôpital ; ce dernier en restera paralysée. La ligue annonce ultérieurement que le trophée remis au joueur démontrant le plus bel esprit sportif sera renommée en l'honneur de ce joueur.

### Classement
| Division Est             | PJ | V  | D  | N | Pts | BP  | BC  |
| ------------------------ | -- | -- | -- | - | --- | --- | --- |
| Tigers de Medicine Hat   | 72 | 48 | 19 | 5 | 101 | 383 | 264 |
| Blades de Saskatoon      | 72 | 44 | 26 | 2 | 90  | 369 | 282 |
| Raiders de Prince Albert | 72 | 43 | 26 | 3 | 89  | 346 | 264 |
| Warriors de Moose Jaw    | 72 | 38 | 31 | 3 | 79  | 366 | 321 |
| Pats de Regina           | 72 | 31 | 37 | 4 | 66  | 332 | 356 |
| Broncos de Swift Current | 72 | 28 | 40 | 4 | 60  | 331 | 393 |
| Wranglers de Calgary     | 72 | 23 | 46 | 3 | 49  | 304 | 390 |
| Wheat Kings de Brandon   | 72 | 19 | 49 | 9 | 42  | 282 | 443 |

| Division Ouest            | PJ | V  | D  | N | Pts | BP  | BC  |
| ------------------------- | -- | -- | -- | - | --- | --- | --- |
| Blazers de Kamloops       | 72 | 55 | 14 | 3 | 113 | 496 | 292 |
| Winter Hawks de Portland  | 72 | 47 | 23 | 2 | 96  | 439 | 355 |
| Chiefs de Spokane         | 72 | 37 | 33 | 2 | 76  | 374 | 350 |
| Cougars de Victoria       | 72 | 30 | 41 | 1 | 61  | 334 | 412 |
| Thunderbirds de Seattle   | 72 | 21 | 47 | 4 | 46  | 328 | 430 |
| Bruins de New Westminster | 72 | 18 | 50 | 4 | 40  | 300 | 432 |

### Meilleurs pointeurs
| Joueur         | Équipe        | PJ | B  | A   | Pts | Pun |
| -------------- | ------------- | -- | -- | --- | --- | --- |
| Rob Brown      | Kamloops      | 63 | 76 | 136 | 212 | 101 |
| Craig Endean   | Regina        | 72 | 69 | 77  | 146 | 34  |
| Len Nielsen    | Regina        | 72 | 36 | 100 | 136 | 32  |
| Joe Sakic      | Swift Current | 72 | 60 | 73  | 133 | 31  |
| Theoren Fleury | Moose Jaw     | 66 | 61 | 68  | 129 | 110 |
| Adam Morrison  | Victoria      | 65 | 55 | 70  | 125 | 57  |
| Greg Hawgood   | Kamloops      | 61 | 30 | 93  | 123 | 139 |
| Ron Shudra     | Kamloops      | 71 | 49 | 70  | 119 | 68  |
| Robin Bawa     | Kamloops      | 62 | 57 | 62  | 113 | 91  |
| Pat Elynuik    | Prince Albert | 64 | 51 | 62  | 113 | 40  |

## Séries éliminatoires
|  | Huitièmes de finale      | Huitièmes de finale      |                        |   | Quarts de finale | Quarts de finale |  |  | Demi-finales | Demi-finales |  |  | Finale | Finale |
|  | Huitièmes de finale      | Huitièmes de finale      |                        |   | Quarts de finale | Quarts de finale |  |  | Demi-finales | Demi-finales |  |  | Finale | Finale |
|  |                          |                          |                        |   |                  |                  |  |  |              |              |  |  |        |        |
|  |                          |                          |                        |   |                  |                  |  |  |              |              |  |  |        |        |
|  |                          |                          |                        |   |                  |                  |  |  |              |              |  |  |        |        |
|  | Tigers de Medicine Hat   |                          |                        |   |                  |                  |  |  |              |              |  |  |        |        |
|  |                          |                          |                        |   |                  |                  |  |  |              |              |  |  |        |        |
|  | Laissé-passé             |                          |                        |   |                  |                  |  |  |              |              |  |  |        |        |
|  | Tigers de Medicine Hat   | 4                        |                        |   |                  |                  |  |  |              |              |  |  |        |        |
|  | Tigers de Medicine Hat   | 4                        |                        |   |                  |                  |  |  |              |              |  |  |        |        |
|  |                          | Warriors de Moose Jaw    | 2                      |   |                  |                  |  |  |              |              |  |  |        |        |
|  | Warriors de Moose Jaw    | Warriors de Moose Jaw    | 2                      | 3 |                  |                  |  |  |              |              |  |  |        |        |
|  | Warriors de Moose Jaw    |                          |                        | 3 |                  |                  |  |  |              |              |  |  |        |        |
|  | Pats de Regina           | 0                        |                        |   |                  |                  |  |  |              |              |  |  |        |        |
|  | Pats de Regina           | 0                        | Tigers de Medicine Hat | 4 |                  |                  |  |  |              |              |  |  |        |        |
|  |                          |                          | Tigers de Medicine Hat | 4 |                  |                  |  |  |              |              |  |  |        |        |
|  |                          | Blades de Saskatoon      | 3                      |   |                  |                  |  |  |              |              |  |  |        |        |
|  | Blades de Saskatoon      | Blades de Saskatoon      | 3                      |   |                  |                  |  |  |              |              |  |  |        |        |
|  |                          |                          |                        |   |                  |                  |  |  |              |              |  |  |        |        |
|  | Laissé-passé             |                          |                        |   |                  |                  |  |  |              |              |  |  |        |        |
|  | Blades de Saskatoon      | 4                        |                        |   |                  |                  |  |  |              |              |  |  |        |        |
|  | Blades de Saskatoon      | 4                        |                        |   |                  |                  |  |  |              |              |  |  |        |        |
|  |                          | Raiders de Prince Albert | 0                      |   |                  |                  |  |  |              |              |  |  |        |        |
|  | Raiders de Prince Albert | Raiders de Prince Albert | 0                      | 3 |                  |                  |  |  |              |              |  |  |        |        |
|  | Raiders de Prince Albert |                          |                        | 3 |                  |                  |  |  |              |              |  |  |        |        |
|  | Broncos de Swift Current | 1                        |                        |   |                  |                  |  |  |              |              |  |  |        |        |
|  | Broncos de Swift Current | 1                        | Tigers de Medicine Hat | 4 |                  |                  |  |  |              |              |  |  |        |        |
|  |                          |                          | Tigers de Medicine Hat | 4 |                  |                  |  |  |              |              |  |  |        |        |
|  |                          | Winter Hawks de Portland | 3                      |   |                  |                  |  |  |              |              |  |  |        |        |
|  | Blazers de Kamloops      | Winter Hawks de Portland | 3                      |   |                  |                  |  |  |              |              |  |  |        |        |
|  |                          |                          |                        |   |                  |                  |  |  |              |              |  |  |        |        |
|  | Qualifié                 |                          |                        |   |                  |                  |  |  |              |              |  |  |        |        |
|  | Blazers de Kamloops      | 5                        |                        |   |                  |                  |  |  |              |              |  |  |        |        |
|  | Blazers de Kamloops      | 5                        |                        |   |                  |                  |  |  |              |              |  |  |        |        |
|  |                          | Cougars de Victoria      | 0                      |   |                  |                  |  |  |              |              |  |  |        |        |
|  | Cougars de Victoria      | Cougars de Victoria      | 0                      |   |                  |                  |  |  |              |              |  |  |        |        |
|  |                          |                          |                        |   |                  |                  |  |  |              |              |  |  |        |        |
|  | Qualifié                 |                          |                        |   |                  |                  |  |  |              |              |  |  |        |        |
|  | Blazers de Kamloops      | 3                        |                        |   |                  |                  |  |  |              |              |  |  |        |        |
|  | Blazers de Kamloops      | 3                        |                        |   |                  |                  |  |  |              |              |  |  |        |        |
|  |                          | Winter Hawks de Portland | 5                      |   |                  |                  |  |  |              |              |  |  |        |        |
|  | Winter Hawks de Portland | Winter Hawks de Portland | 5                      |   |                  |                  |  |  |              |              |  |  |        |        |
|  |                          |                          |                        |   |                  |                  |  |  |              |              |  |  |        |        |
|  | Qualifié                 |                          |                        |   |                  |                  |  |  |              |              |  |  |        |        |
|  | Winter Hawks de Portland | 5                        |                        |   |                  |                  |  |  |              |              |  |  |        |        |
|  | Winter Hawks de Portland | 5                        |                        |   |                  |                  |  |  |              |              |  |  |        |        |
|  |                          | Chiefs de Spokane        | 0                      |   |                  |                  |  |  |              |              |  |  |        |        |
|  | Chiefs de Spokane        | Chiefs de Spokane        | 0                      |   |                  |                  |  |  |              |              |  |  |        |        |
|  |                          |                          |                        |   |                  |                  |  |  |              |              |  |  |        |        |
|  | Qualifié                 |                          |                        |   |                  |                  |  |  |              |              |  |  |        |        |
|  |                          |                          |                        |   |                  |                  |  |  |              |              |  |  |        |        |

## Honneurs et trophées
Nota: Pour la saison 1986-87, la LHOu nomma deux gagnants pour certain trophée, soit un pour la division Est et l'autre pour l'Ouest.
- Trophée Scotty-Munro, remis au champion de la saison régulière : Blazers de Kamloops.
- Trophée commémoratif des quatre Broncos, remis au meilleur joueur : Est: Joe Sakic, Broncos de Swift Current. Ouest: Rob Brown, Blazers de Kamloops.
- Trophée Daryl-K.-(Doc)-Seaman, remis au meilleur joueur étudiant : Casey McMilan, Broncos de Swift Current.
- Trophée Bob-Clarke, remis au meilleur pointeur : Est: Craig Endean, Pats de Regina. Ouest: Rob Brown, Blazers de Kamloops.
- Trophée Brad-Hornung, remis au joueur ayant le meilleur esprit sportif : Est: Len Nielson, Pats de Regina. Ouest: Dave Archibald, Winter Hawks de Portland.
- Trophée commémoratif Bill-Hunter, remis au meilleur défenseur : Est: Wayne McBean, Tigers de Medicine Hat. Ouest: Glen Wesley, Winter Hawks de Portland.
- Trophée Jim-Piggott, remis à la meilleure recrue : Est: Joe Sakic, Broncos de Swift Current. Ouest: Dennis Holland, Winter Hawks de Portland.
- Trophée Del-Wilson, remis au meilleur gardien : Est: Kenton Rein, Raiders de Prince Albert. Ouest: Dean Cook, Blazers de Kamloops.
- Trophée Dunc-McCallum, remis au meilleur entraîneur : Est: Graham James, Broncos de Swift Current. Ouest: Ken Hitchcock, Blazers de Kamloops.
- Trophée plus-moins de la WHL, remis au joueur ayant le meilleur ratio +/- : Rob Brown, Blazers de Kamloops.